# يوكيكو أوكاموتو
يوكيكو أوكاموتو (بالكانا:おかもと ゆきこ) هي ممثلة يابانية، ولدت في 5 مايو 1979 بكاناغاوا في اليابان.

## أعمال

### أفلام
- (2004) لا أحد يعلم[3]

## وصلات خارجية
- يوكيكو أوكاموتو على موقع IMDb (الإنجليزية)
- يوكيكو أوكاموتو على موقع ألو سيني (الفرنسية)
- يوكيكو أوكاموتو على موقع أول موفي (الإنجليزية)
- يوكيكو أوكاموتو على موقع قاعدة بيانات الفيلم (الإنجليزية)
- يوكيكو أوكاموتو على موقع كينوبويسك (الروسية)